# Sologny
Sologny é uma comuna francesa na região administrativa de Borgonha-Franco-Condado, no departamento Saône-et-Loire. Estende-se por uma área de 10,65 km². Em 2010 a comuna tinha 595 habitantes (densidade: 55,9 hab./km²).